# جواو دي أوليفيرا
جواو بيدرو أبريو دي أوليفيرا (بالبرتغالية: João Pedro Abreu de Oliveira‏) (مواليد 6 يناير 1996) هو لاعب كرة قدم سويسري (ويحمل الجنسية البرتغالية) ، يجيد اللعب في مركز الهجوم ، ويلعب أيضًا كجناح أيمن أو أيسر ، ويلعب حاليًا لنادي لوتسيرن السويسري.

## روابط خارجية
- جواو دي أوليفيرا على موقع قاعدة بيانات كرة القدم.إي يو (الإنجليزية)
- جواو دي أوليفيرا على موقع Soccerway.com (الإنجليزية)
- جواو دي أوليفيرا على موقع عالم كرة القدم.نت (الإنجليزية)

- João Oliveira